# Caledothele
Caledothele is een geslacht van spinnen uit de familie Dipluridae.

## Soorten
De volgende soorten zijn bij het geslacht ingedeeld:
- Caledothele annulatus (Raven, 1981)
- Caledothele aoupinie Raven, 1991
- Caledothele australiensis (Raven, 1984)
- Caledothele carina Raven, 1991
- Caledothele elegans Raven, 1991
- Caledothele tonta Raven, 1991
- Caledothele tristata Raven, 1991